# MHRJ
MHRJ（マハラージャン）は、日本の男性シンガーソングライター。東京都出身。映像制作会社、Web広告代理店での勤務経験がある。本名非公開。2024年10月までの名義は「マハラージャン」。
スーツ姿にターバンを巻いた独特のビジュアルが特徴。しかし、2024年10月からターバンを着用していない。『マハラージャン』という名前の由来は、マネージメント事務所「油田LLC」に声をかけてもらったときに、「自分は表に出てやりたい」と話したところ、「じゃあ油田なんでマハラジャでどうですか？」と言われたことと語っている。

## 来歴
元来音楽好きで音楽大学への進学を夢見ていたが、ピアノが弾けなかったため一般大学へ進学。音大に行っている先輩に「どうしたら音楽をやれるようになるか」と質問したところ「とにかくたくさん聴け」と回答されたことから、民族音楽、クラシック、ジャズなどといった幅広いジャンルの音楽を聴いたことが音楽的な原体験となっていると語っている。
大学院を出た後はCM制作会社に就職。映像も好きな分野ではあったものの、映像の仕事をしていると第一希望だった音楽ができなくなってしまうことから、周りから「目が死んでるね」と言われるほど辛い時期だったという。2018年に転職。
また会社員として働く傍ら「モエチュウ」というラジオネームでハガキ職人をしており、2018年12月に行われた星野源のオールナイトニッポン・第132回「星野源アワード2018」では「ねぇ、ねぶって」という楽曲が音楽部門の最優秀ジングル賞を受賞した。なお、「モエチュウ」は「燃える中途採用」の略である。
2019年7月の時点では「Maharajan a.k.a.モエチュウ」名義で活動していた。
2019年11月、作詞・作曲・編曲・演奏まで一人で手がけたデビュー作「いいことがしたい」をリリース。配信のみのリリースながら、インパクトの強いジャケット、洗練されたサウンド、シニカルな歌詞が評判を呼び、全く無名ながら各音楽配信サイトで注目アーティストとして紹介され、全都道府県のラジオ局で楽曲がオンエアされるなど話題になる。
2020年4月に、2nd EP「ちがう」をリリース。オファーを受けて前述の2枚のデジタルEPをコンパイルし、ゴダイゴ「MonkeyMagic」のカバーを追加収録した初パッケージ作品『ちがう/いいことがしたい』をタワーレコード限定で販売。
2021年3月の時点では会社を辞め、マハラージャンとしての活動に専念している。
2021年3月には、配信EP「セーラ☆ムン太郎」をリリースし、Sony Musicよりメジャーデビュー。
2021年6月には、THE FIRST TAKEに初出演。
2024年9月には、初となるベストアルバム『ベスト・オブ・マハラージャン』をリリース。
2024年10月11日にアーティスト表記をマハラージャンから“MHRJ”に変更することを発表し、改名後初となる楽曲「君の変」を配信リリース。翌日12日には、自身初となるターバンを着用していないアーティスト写真が公開された。

## ディスコグラフィー

### 配信限定シングル
| 発売日                 | タイトル                       | レーベル               | 備考                                                                                               |
| 「マハラージャン」名義 | 「マハラージャン」名義         | 「マハラージャン」名義 | 「マハラージャン」名義                                                                             |
| ---------------------- | ------------------------------ | ---------------------- | -------------------------------------------------------------------------------------------------- |
| 2021年10月27日         | セーラ☆ムン太郎(KERENMI Remix) | SME Records            | |
| 2022年1月15日          | 先に言って欲しかった           | SME Records            | 3ヶ月連続連続リリース第一弾 演奏に澤村一平（SANABAGUN.）、まきやまはる菜、皆川真人が参加           |
| 2022年2月18日          | 比べてもしょうがない           | SME Records            | 3ヶ月連続連続リリース第二弾 演奏にハマ・オカモト（OKAMOTO'S）、岡本啓佑（ex.黒猫チェルシー）が参加 |
| 2022年3月24日          | 持たざる者                     | SME Records            | 3ヶ月連続連続リリース第三弾                                                                        |
| 「MHRJ」名義           |                                |                        | |
| 2024年10月12日         | 君の変                         | SME Records            | 「MHRJ」への改名後初のリリース。                                                                   |

| 発売日                 | タイトル                              | 備考                   |
| 「マハラージャン」名義 | 「マハラージャン」名義                | 「マハラージャン」名義 |
| ---------------------- | ------------------------------------- | ---------------------- |
| 2021年11月16日         | セーラ☆ムン太郎 - From THE FIRST TAKE |                        |
| 2021年11月16日         | eden - From THE FIRST TAKE            |                        |

### LP
| 発売日         | タイトル                  | 規格       | 規格品番 |
| -------------- | ------------------------- | ---------- | -------- |
| 2020年12月24日 | ちがう / いいことがしたい | LPレコード | HRLP222  |

### 楽曲提供
| 発売日        | アーティスト         | タイトル                                         | 備考                               | 脚注   |
| ------------- | -------------------- | ------------------------------------------------ | ---------------------------------- | ------ |
| 2021年3月24日 | M!LK                 | 行けたら行くよ                                   | シングル『energy』初回限定盤に収録 | [ 11 ] |
| 2022年8月24日 | Hey! Say! JUMP       | 業務☆スーパーマン                                | アルバム『FILMUSIC!』に収録        | [ 12 ] |
| 2023年4月12日 | 鈴木雅之             | 君とデスマッチ（作詞・作曲・編曲）               | アルバム『SOUL NAVIGATION』に収録  | [ 13 ] |
| 2023年9月20日 | 虹のコンキスタドール | 君がいて良かった！了解です。（作詞・作曲・編曲） | 配信限定EP                         | [ 14 ] |

## 動画

### ミュージックビデオ
| 公開日         | タイトル                                                            | 備考                                                  |
| -------------- | ------------------------------------------------------------------- | ----------------------------------------------------- |
| 2020年5月7日   | 【MONKEY MAGIC (GODIEGO) カバー】                                   |                                                       |
| 2020年9月2日   | いいことがしたい【Official Music Video】                            | ダンサー：KUMA／制作：株式会社P.I.C.S.                |
| 2020年12月20日 | eden【Official Music Video】                                        |                                                       |
| 2021年3月4日   | セーラ☆ムン太郎 [Maharajan/Sailor☆Mun-Taro] Official Music Video    | 出演：櫻井美沙季                                      |
| 2021年4月30日  | 適材適所【イラストビデオ】                                          |                                                       |
| 2021年5月7日   | 空ノムコウ【イラストビデオ】                                        |                                                       |
| 2021年5月14日  | 僕のムンクが叫ばない【イラストビデオ】                              |                                                       |
| 2021年5月21日  | 示談【リリックビデオ】                                              |                                                       |
| 2021年7月16日  | 僕のスピな人【Official Music Video】                                | 出演：森田望智                                        |
| 2021年8月6日   | セーラ☆ムン太郎 【Official Live Video (2021.7.16 YouTube Live)】    |                                                       |
| 2021年8月13日  | eden 【Official Live Video (2021.7.16 YouTube Live)】               |                                                       |
| 2021年10月11日 | 行列【イラストビデオ】                                              |                                                       |
| 2021年10月27日 | セーラ☆ムン太郎(KERENMI Remix) 【Official Graphic Video】           |                                                       |
| 2021年11月12日 | 地獄 Part2 [Official Music Video]                                   |                                                       |
| 2022年1月21日  | 先に言って欲しかった [Official Live Video (2022.1.15 YouTube Live)] |                                                       |
| 2022年2月18日  | 比べてもしょうがない                                                |                                                       |
| 2022年3月24日  | 持たざる者                                                          | 振付：KEIN / 出演：KEIN、kyami / 監督：マザーファッ子 |

## タイアップ
| 使用年 | 曲名               | タイアップ                                          |
| ------ | ------------------ | --------------------------------------------------- |
| 2023年 | くらえ！テレパシー | TVアニメ『トモちゃんは女の子！』オープニングテーマ  |
| 2023年 | DREAM              | 「マイナビ ツール・ド・九州2023」公式テーマ・ソング |

## 出演

### テレビ
- シブヤノオト（2021年5月15日、NHK総合）
- 69号室の住人（2021年7月20日、TOKYO MX）
- スッキリ（2021年8月16日、日本テレビ）
- 1Hセンス（2021年9月26日、フジテレビ）
- シブヤノオト andmoreFES（2021年10月9日、NHK総合）

### ラジオ
- M.A.A.D SPIN（2021年3月24日・3月31日、J-WAVE）- ゲスト
- RADIO DRAGON -NEXT-（2021年3月26日、TOKYO FM） - ゲスト
- Seasoning（2021年3月30日・7月13日、JFN系列） - ゲスト
- Skyrocket Company（2021年3月30日、TOKYO FM） - ゲスト
- THE TRAD（2021年4月7日、TOKYO FM） - ゲスト
- OTOAJITO（2022年3月18日・25日、J-WAVE） - ゲスト[18]

### ポッドキャスト
- NONA REEVES・西寺郷太のPodcast「西寺郷太GOTOWN Podcast Club」（2021年4月12日） - ゲスト

## ライブ・イベント

### イベント
- ODDL PARTY（2021年8月5日）
- ONE MUSIC CAMP（2021年8月28日※開催中止）
- MINAMI WHEEL（2021年10月9日）
- ODDL PARTY in TOKYO（2021年10月27日）
- SHIRAYAMA MUSIC VILLAGE（2021年10月30日）
- Dig the Deep（2022年1月8日）
- JANUS First meeting presents 天童ジャン（2022年3月19日）
- CLAPPERBOARD -Enjoy the weekend!- vol.5（2022年3月24日）
- SYNCHRONICITY'22（2022年4月3日）
- SUNDAY FOLK PROMOTION × NAGOYA ReNY limited 「Re-Birth vol.3」（2022年5月7日）